# SN 2011ia
SN 2011ia – supernowa typu Ia odkryta 18 listopada 2011 roku w galaktyce M+11-12-23. W momencie odkrycia miała maksymalną jasność 16,20m.